# Ragnheiður Elín Árnadóttir

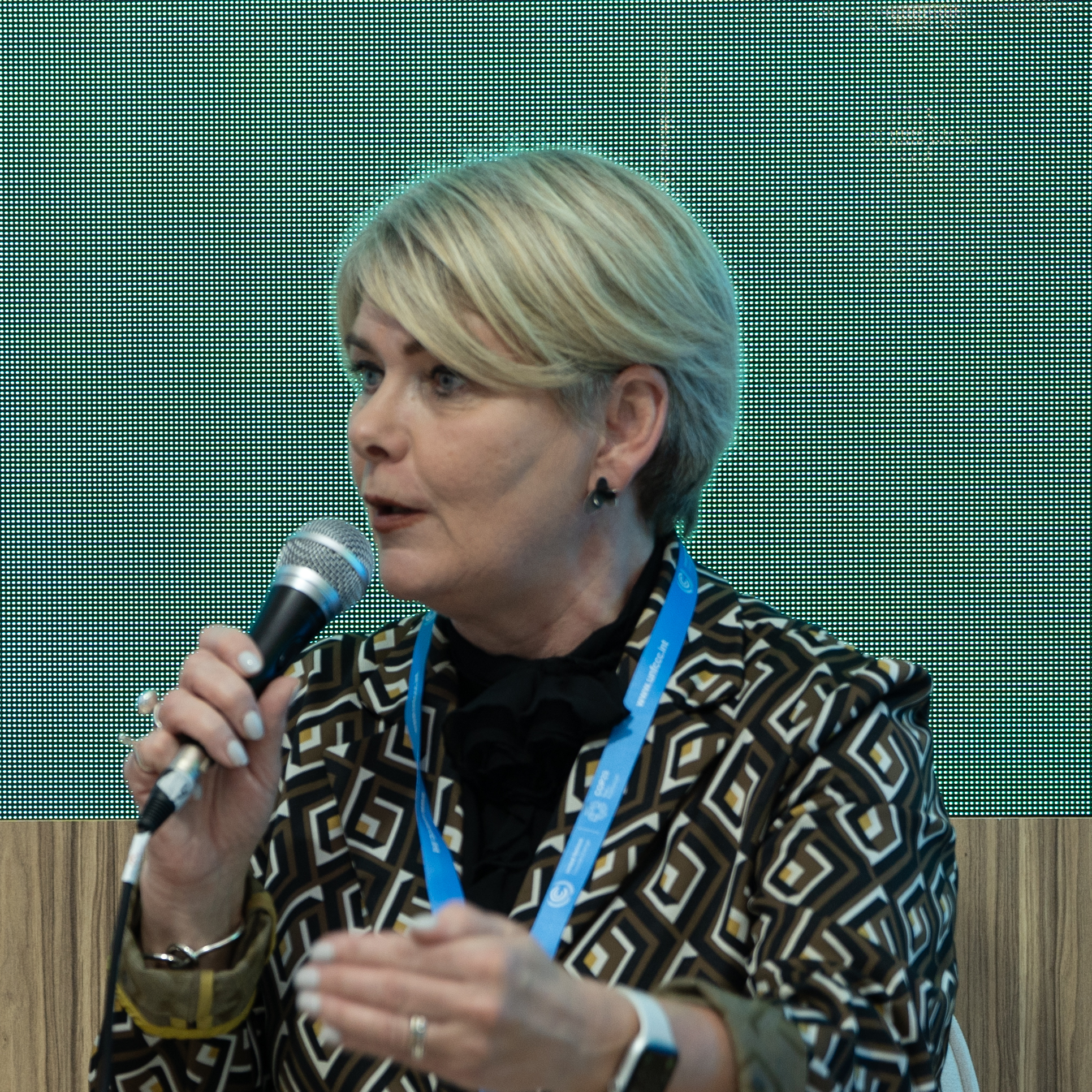
Ragnheiður Elín Árnadóttir

Ragnheiður Elín Árnadóttir (* 30. September 1967) ist eine isländische Politikerin (Unabhängigkeitspartei) und war von 2013 bis 2016 Ministerin für Industrie und Handel, zunächst im Kabinett Sigmundur Davíð Gunnlaugsson und danach im Kabinett Sigurður Ingi Jóhannsson.
Sie war von 2007 bis 2016 Abgeordnete des isländischen Parlaments Althing. Von 2007 bis 2009 vertrat sie den Südwestlichen Wahlkreis, seit 2009 den Südlichen Wahlkreis. Von 2009 bis 2010 war sie Vize-Vorsitzende und von 2010 bis 2012 Vorsitzende der Parlamentsgruppe der Unabhängigkeitspartei.
Von 2007 bis 2013 war Ragnheiður Elín Mitglied der isländischen Delegation zur NATO-Parlamentsversammlung (Nordatlantische Versammlung), von 2007 bis 2009 als Vorsitzende und von 2009 bis 2011 als Vize-Vorsitzende. Im September 2016 hat sie angekündigt, sich aus der Politik zurückzuziehen. Zur Parlamentswahl in Island 2016 ist sie nicht angetreten.